# Beekstekelstaart
De beekstekelstaart (Lochmias nematura) is een zangvogel uit de familie Furnariidae (venvogels).

## Verspreiding en leefgebied
Deze soort komt voor in noordelijk, westelijk en zuidoostelijk Zuid-Amerika en telt zes ondersoorten:
- L. n. nelsoni: oostelijk Panama.
- L. n. chimantae: zuidoostelijk Venezuela.
- L. n. castanonotus: oostelijk Venezuela.
- L. n. sororius: van noordelijk Venezuela en Colombia tot Ecuador en noordoostelijk Peru.
- L. n. obscuratus: het oostelijke deel van centraal Peru, Bolivia en noordwestelijk Argentinië.
- L. n. nematura: van zuidoostelijk Brazilië tot oostelijk Paraguay, noordoostelijk Argentinië en Uruguay.

## Status
De grootte van de populatie is in 2019 geschat op 0,5-5 miljoen volwassen vogels. Op de Rode lijst van de IUCN heeft deze soort de status niet bedreigd.